# Dicranomyia (Dicranomyia) scimitar
Dicranomyia (Dicranomyia) scimitar is een tweevleugelige uit de familie steltmuggen (Limoniidae). De soort komt voor in het Neotropisch gebied.